# Wolfgang Schyrocki

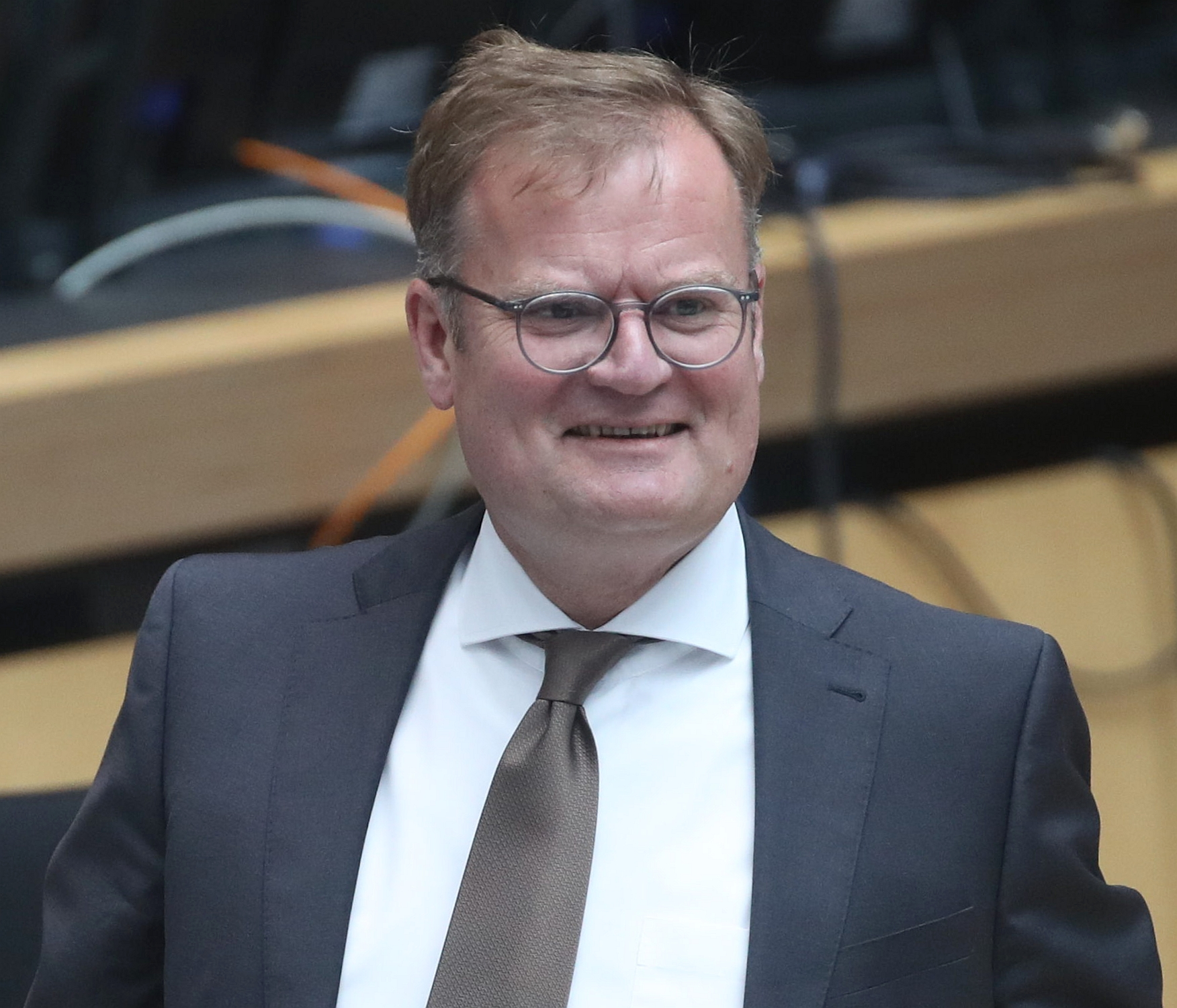
Wolfgang Schyrocki, 2025

Wolfgang Schyrocki (* 19. Februar 1967) ist ein deutscher Verwaltungsjurist und politischer Beamter. Er ist seit 2023 Staatssekretär in der Berliner Senatsverwaltung für Finanzen.

## Leben

### Ausbildung
Wolfgang Schyrocki erreichte das Abitur 1985 am Leibniz-Gymnasium in Berlin. Anschließend studierte er von 1986 bis 1991 Rechtswissenschaften an der Freien Universität Berlin und legte das erste juristische Staatsexamen ab. Das zweite juristische Staatsexamen legte er 1994 ab.

### Laufbahn
Schyrocki arbeitete noch vor Ablegen des zweiten juristischen Staatsexamens von 1988 bis 1993 als Leiter des Büros der Landesgruppe CDU Berlin innerhalb der CDU/CSU-Fraktion im Deutschen Bundestag. Danach war er von 1994 bis 1999 der persönliche Referent des Regierenden Bürgermeisters von Berlin, Eberhard Diepgen (CDU). Im Jahr 1999 avancierte er in der Senatskanzlei zum Referatsleiter in der Abteilung Protokoll- und Auslandsangelegenheiten und war dies bis 2012.
Von Ende 2012 bis April 2023 war Schyrocki der Direktor der Verwaltungsakademie Berlin. Die Ernennung zum Direktor der Verwaltungsakademie wurde als Vetternwirtschaft kritisiert, da Schyrocki Patenonkel des Sohns des damaligen Senators für Inneres und Sport, Frank Henkel (CDU), und Henkel wiederum Patenonkel von Schyrockis Kindern sein soll.
Mit Wirkung vom 28. April 2023 wurde Schyrocki unter Senator Stefan Evers (CDU) zum Staatssekretär in der Berliner Senatsverwaltung für Finanzen ernannt. Er ist zuständig für die Bereiche Vermögen und Beteiligungen, Landespersonal sowie Zentraler Service.